# Pseudomys fumeus
Pseudomys fumeus är en däggdjursart som beskrevs av Charles Walter Brazenor 1934. Pseudomys fumeus ingår i släktet australmöss och familjen råttdjur. Inga underarter finns listade i Catalogue of Life.

## Utseende
Arten blir med svans 180 till 250 mm lång och själva svansen är något längre än huvud och bål tillsammans. Vikten varierar mellan 25 och 86 g. Pseudomys fumeus har en svart till mörkgrå päls på ryggen och en ljusare grå till vitaktig päls på undersidan. Öronen, fötterna och svansen är bara glest täckta med hår. På svansens ovansida förekommer en mörk längsgående linje. Annars är svansens, öronen och fötterna ljusgrå med rosa skugga.

## Utbredning
Denna gnagare förekommer med flera från varandra skilda populationer i sydöstra Australien. Antagligen hade den före européernas ankomst ett sammanhängande utbredningsområde. Habitatet varierar mellan hedområden, öppna landskap med träd och hed, öppna bergsskogar, skogar med eukalyptusträd och skogsgläntor i fuktiga skogar som är täckta med ormbunkar.

## Ekologi
Pseudomys fumeus är nattaktiv och äter frön, bär, blommor underjordiska svampar (främst under den kalla årstiden) samt några ryggradslösa djur. Mellan oktober och januari har honor en eller två kullar med 3 till 4 ungar per kull. Vanligen uppfostras ungarna tillsammans av flera honor i underjordiska bon. Båda kön kan ha egna ungar under första levnadsåret och vissa individer även under andra levnadsåret.
Några tunnelsystem sträcker sig över en yta av 10 m² och några tunnlar 25 meter långa. Förutom gångar finns flera kamrar i systemet. Arten utför ofta vandringar och etablerar ett revir i ett annat område. I flera fall var bon där en flock observerades efter några månader tomma. Det är inte utrett varför och när Pseudomys fumeus flyttar.

## Status
Vanligen drabbas utbredningsområdet med jämna mellanrum av bränder som förstör gnagarens föda. I flera fall är bränderna anlagda som en form av svedjebruk. För att skydda arten rekommenderas att det finns en väntetid på 15 till 40 år mellan de anlagda bränderna.
En introducerad svamp (Phytophthora cinnamomi) som är nära besläktad med potatisbladmögel befaller många växter i regionen.
Gnagaren jagas av introducerade rovdjur som rödräv, tamkatt och dingo. IUCN kategoriserar arten globalt som starkt hotad.